# Cargo
|  | Denne artikel omhandler en musikgruppe. For gods transporteret med skib, se Gods (varer) |
Cargo var en dansk eurodancegruppe der blev dannet i 1998 af de to djs og producere Kenn "The Killer" Haunstoft og Ronnie "NME" Veiler, og rapperen Mikee Simonsen. Gruppen er bedst kendt for singlerne "Cargo (The Horn)" (1998), "Loaded with Power" (1999) og "Pornstar" (1999). "Loaded with Power" blev nomineret til Årets danske klubhit ved Dansk Grammy 2000.
I 1999 udkom debutalbummet, The Movie der modtog guld for 25.000 solgte eksemplarer. Albummet blev i 2000 genudgivet som et dobbeltalbum med remixes med titlen The Movie Goes Party.
I 2000 kom sangerinden Cecilia Cruz med i gruppen. Med denne besætning udgav Cargo deres andet album, Sex Appeal.

## Diskografi

### Album
- The Movie (1999)
- Sex Appeal (2000)

### Singler
- "Cargo (The Horn)" (1998)
- "Loaded with Power" (1999)
- "Pornstar" (1999)
- "La La (Legal Alien)" (1999)
- "Spacetrucking (Bring the Noise)" (2000)
- "Surrender" (2000)
- "I Want Your Luv" (2001)
- "I'll Show You" (2002)
- "Vacation" (featuring Yazzmin) (2003)
- "The Party" (2005)
- "Flash Your Titties" (2014)